# Caisse de prévoyance et de retraite des notaires
Pour les articles homonymes, voir CRN.
La Caisse de prévoyance et de retraite des notaires (CPRN) est une caisse de retraite française créée en 1947 pour les notaires sous le nom de Caisse de retraite des notaires (CRN), renommée CPRN en 2017. Son statut juridique est celui des Caisses de Sécurité sociale. C'est l'une des onze caisses des Régimes de retraite français des professions libérales.
À l'origine, le régime proposait 2 rentes ou sections :
- la section U pour uniforme, une rente forfaitaire proportionnelle à la durée de cotisation ;
- la section A, une rente proportionnelle aux cotisations.

En 1962 est créée la section B, une rente fonctionnant sur le principe des classes de cotisations et complètement indépendante des produits de l'étude.
En 2005, les sections A et U ont fusionné au sein de la section C.

## La section U
Cette rente est forfaitaire et ne dépend pas du montant des cotisations versées mais de la durée de cotisation au régime CRN.
La section U était aboli le 1er janvier 2005. Depuis 2005, les notaires déjà en exercice se voit attribuer, dans la nouvelle section C en équivalence des droits acquis sous l’ancienne section U, 492,14 point par année de cotisation au régime, dans la limite des 25 ans, soit un maximum de 12 303,5 point, désormais intégré à la section C.

## Les sections A et C
Cette rente est proportionnelle aux produits de l'étude.
Les produits de l'étude soumis à cotisation, s'agissant du moyen des 3 années précédant l'année antérieure de l'exercice où les cotisations sont effectuées (soit, pour 2008, les produits des années 2004 à 2006), sont plafonnés en 2008 à 1 095 297 €.
La cotisation à la section A se montait à 2,5 % des produits de l'étude jusqu'en 2004. La section A était abolie le 1er janvier 2005. Depuis 2005, les notaires déjà en exercice se voient attribuer, dans la nouvelle section C en équivalence des droits acquis sous l’ancienne section A, 1 point pour chaque 1 point précédemment acquis, désormais intégré à la section C.
Depuis début 2005, moment de la fusion effective des sections U et A, le taux de cotisation de la section C est porté à 4,5 %. La cotisation est divisée par le coût d'acquisition du point pour calculer le nombre des points acquis pour l'année.
En 2008, le coût d'acquisition du point, et la valeur du point de rente, en section C se montent respectivement à 17,73 € et 0,632 12 €.

## La section B
La section B propose aux notaires de choisir parmi 7 classes de cotisations. En 2008, le coût d'acquisition du point en section B se montent à 167,56 €.
| Classe | Points acquis | Montant de la cotisation |
| ------ | ------------- | ------------------------ |
| 0      | 5             | 837,80 €                 |
| 1      | 10            | 1 675,60 €               |
| 2      | 20            | 3 351,20 €               |
| 3      | 30            | 5 026,80 €               |
| 4      | 40            | 6 702,40 €               |
| 6      | 60            | 10 053,60 €              |
| 8      | 80            | 13 404,80 €              |

En 2008, la valeur du point de rente en section C se montent 14,48 €.
Les montants des cotisations et la valeur du point de rente changent chaque année, fixés annuellement par le Conseil d'Administration. Les valeurs indiquées ci-dessus sont celles de 2008.